# Getreidekasten (Dürnast)

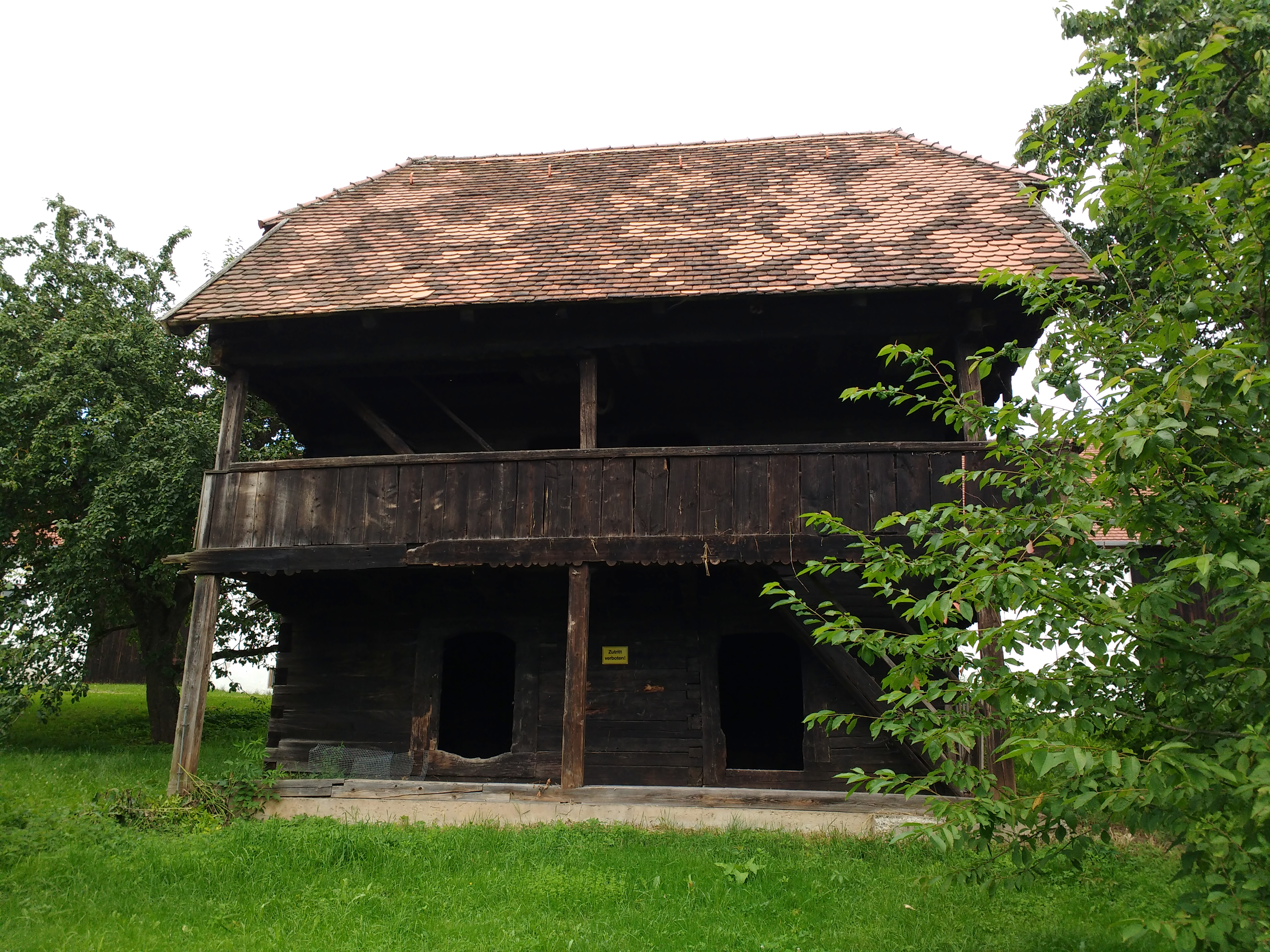
Getreidekasten in Dürnast

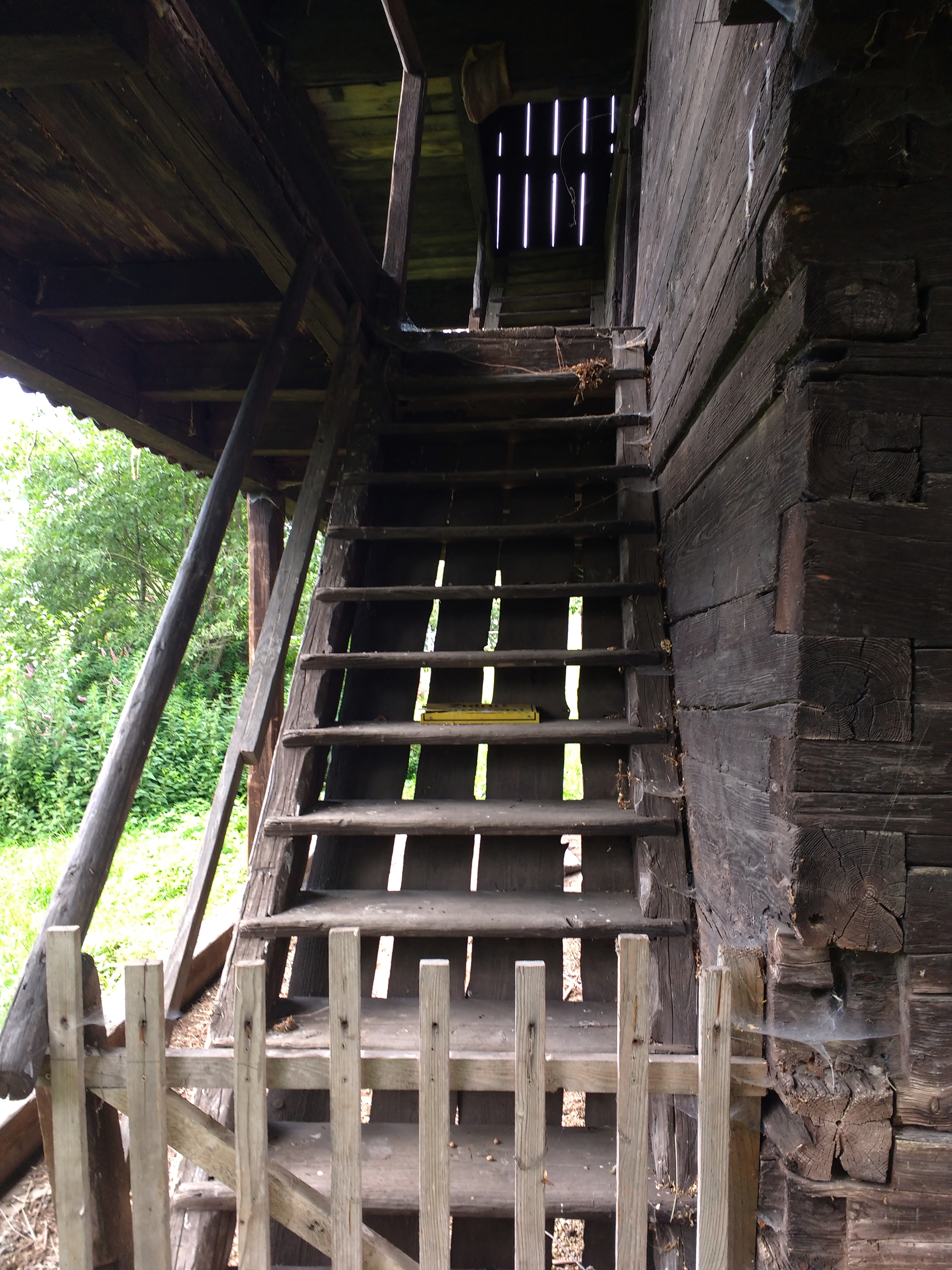
Treppe

Der Getreidekasten in Dürnast, einem Stadtteil von Freising im oberbayerischen Landkreis Freising, wurde im 17./18. Jahrhundert errichtet. Der Getreidekasten ist ein geschütztes Baudenkmal.
Der zweigeschossige Blockbau mit Schopfwalmdach und Laube wurde 1955 aus Niederneuching hierher transloziert.